# Glenea multiguttata
Glenea multiguttata är en skalbaggsart som beskrevs av Guérin-Méneville 1843. Glenea multiguttata ingår i släktet Glenea och familjen långhorningar.
Artens utbredningsområde är Bangladesh. Inga underarter finns listade i Catalogue of Life.